# 結婚しないかもしれない症候群
『結婚しないかもしれない症候群』（けっこんしないかもしれないしょうこうぐん）は、1991年10月19日から12月21日まで、日本テレビ系列「土曜グランド劇場」枠で放送された谷村志穂原作のテレビドラマ。

## 物語
それぞれ仕事に恋に励み、経済的にも精神的にも自立できているが結婚はまだという、そんな30歳を前にちょっと焦り、将来を不安視し、人生の選択を迫られる史佳、奈緒子、笑子の3人の女性たちを描いたドラマ。

## キャスト
- 佐々木史佳 - 麻生祐未
フリーライター。かつて利男という男性と婚約寸前までいっていたが、半年前に別れる。将来への不安から毎月5万円を保険料として費やしている。津山に恋心を寄せている。
- 小宮奈緒子 - 紺野美沙子
月刊女性誌のベテラン編集者。両親が不仲なことから結婚への不信感が募り、なかなか結婚できないでいる。彼女も津山に恋し、史佳は恋敵になる。
- 三井笑子 - 東ちづる
信用金庫に長く務めるOLで、財テクに長けている。妻子のある江藤と3年間不倫中。江藤が離婚するなら慰謝料も払う覚悟はできているとのこと。
- 津山瞭二 - 宅麻伸
かつては商社のエリート社員、勤務していた会社の専務の娘との結婚話もあったが断って、退職。その後はスペイン語学校の講師をしている。史佳、奈緒子にはよき理解者として接している。
- 小宮英一 - 前田吟
奈緒子の父で公認会計士。若い頃から女性関係が派手で、そのため妻の京子とのけんかが絶えなかった。秘書のまり子との関係も怪しいとの噂も。
- 大川徹 - 辰巳琢郎
- 青木碧 - 横山めぐみ
入社してまだ半年の女性編集者。堅実派で、中嶋に強引なデート攻勢をかけた末、奈緒子ら先輩たちを差し置いて先に結婚を果たす。
- 中嶋一茂 - 乃木涼介
入社3年目の女性誌編集部員。母性本能をくすぐるタイプと言われる。奈緒子に憧れてはいたが、碧の強引な攻勢に負ける形で、結婚。
- 江藤智史 - 矢崎滋
中堅企業の課長。妻子ある身でありながら笑子と不倫中。優柔不断で、全て捨てて笑子と一緒になる決心がつかないでいる。
- まり子 - 南條玲子
小宮英一の秘書。
- 小宮京子 - 野川由美子
奈緒子の母。病弱な上、夫の女性関係の噂に悩まされるが、別れる気はない。今は京子にとって奈緒子が自分の人生の全てのように思っている。

（出典：）

## テーマ曲
- 主題歌 - 杏里「ラスト ラブ」（フォーライフ・レコード）
- エンディングテーマ - SO MUCH TROUBLE「憂うつは似合わない」（キングレコード）

## スタッフ
- 原作 - 谷村志穂
- 原作協力 - HEADROK.
- 脚本 - 金谷祐子、塩田千種、吉田紀子
- 音楽 - 渡辺俊幸
- 企画 - 平林邦介
- プロデュース - 小松伸生、赤羽根敏男
- 演出 - 細野英延、阿部雄一、金田和樹、萩原孝昭

## サブタイトル
| 話数 | 放送日          | サブタイトル             | 脚本               | 演出               |
| ---- | --------------- | ------------------------ | ------------------ | ------------------ |
| 1    | 1991年 10月19日 | 愛がほしい!              | 金谷祐子           | 細野英延           |
| 2    | 10月26日        | 別れてください           | 金谷祐子           | 細野英延           |
| 3    | 11月2日         | 親友の彼と               | 吉田紀子、金谷祐子 | 細野英延           |
| 4    | 11月9日         | 女の友情なんか           | 金谷祐子           | 阿部雄一           |
| 5    | 11月16日        | その恋は有罪!            | 吉田紀子、金谷祐子 | 阿部雄一           |
| 6    | 11月23日        | 奥さんには負けない!      | 金谷祐子           | 細野英延           |
| 7    | 11月30日        | 私、妊娠しました         | 塩田千種           | 萩原孝昭、細野英延 |
| 8    | 12月7日         | タイムリミットの恋       | 塩田千種           | 阿部雄一           |
| 9    | 12月14日        | 泣かないで!              | 塩田千種           | 金田和樹           |
| 10   | 12月21日        | いつまでもあなたといたい | 塩田千種           | 細野英延           |